# Vladimir Lugovskoy
Inserir aqui texto sem formatação
Vladimir Lugovskoy, Vladimir Alexandrovich Lugovsky (Russo cirílico: Влади́мир Алекса́ндрович Луговско́й) (nascido em 1º de julho de 1901, Moscou - morto em 5 de junho de 1957, Yalta) foi um poeta ligado ao grupo literário construtivista russo. Letrista, compôs a letra de
"Вставайте, люди русские!" (Levanta-te, povo russo!), uma canção patriótica, feita para o filme "Alexander Nevsky" (1938), dirigido por Sergei Eisenstein, sendo a música composta por Sergei Prokofiev.